# Flashforward
Flashforward er modsætningen til flashback. Flashforward viser fremtiden i glimt, frem for fortiden. Om flashforwards eksisterer uden for den fiktive verden er ikke videnskabeligt bevist.

## Kultur
- Flashforward er sammen med flashback brugt i tv-serien Lost.